# 叶夫根尼·叶夫图申科
叶夫根尼·亚历山德罗维奇·叶夫图申科（俄语：Евгений Александрович Евтушенко，羅馬化：Yevgeniy Aleksandrovich Yevtushenko，1933年7月18日—2017年4月1日），苏联及俄罗斯诗人。

## 生平
他还是一个小说家、散文家、剧作家、编剧、演员、编辑，并导演过几部影片，曾於高尔基文学院任教，但1957年因被指作品過份「個人主義」而遭辭退，60年代亦被禁止出國，但種種的限制並未使他的知名度減退，更開始受到西方國家的注意和尊重，後期禁令亦慢慢地被解除，1989年成為了哈爾科夫的蘇聯最高蘇維埃代表。
他其中一首最著名的作品《巴比雅爾》，描寫猶太人在二戰蘇聯時的境況，被作曲家蕭士達高維契譜成他的《第13號交響曲》，但由於題裁過於敏感，令作曲家遭受不少壓力，葉夫圖申科亦遭受到不少親政府的宣傳機器所攻擊，但無損他的知名度。
雖然曾受蘇聯政府的限制，但他很多時都是採取親政府的政治取向，如蘇聯晚期時代則支持戈爾巴喬夫和葉利欽政府的改革路線，現時亦對普京政權予以支持。蘇聯解體後，他多了出國講學的機會，近年來穿梭於俄羅斯及美國多間大學進行講學。